# Phlaocyon annectens
Phlaocyon annectens — вимерлий вид роду Phlaocyon, що належить до підродини Borophaginae і триби Phlaocyonini, псових, ендемічних для центральної та західної Північної Америки (Техас, Небраска, Вайомінг) від пізнього олігоцену до раннього міоцену, що жив 24.6—20.8 млн років тому. Legendre & Roth 1988 оцінили масу тіла двох екземплярів у 1.81–1.87 кілограма.